# 湖南大众传媒职业技术学院
湖南大众传媒职业技术学院（英語：Hunan Mass Media Vocational Technical College）位于湖南省长沙市，为湖南省的一所专科学校。
湖南大众传媒职业技术学院是由湖南省教育厅、湖南省广播电视局和湖南广播电视台共同创办的学校，拥有三个校区，分别位于：星沙、雨花亭、东塘。

## 历史

### 校名更易
| 年份   | 历史变更                                                                                               |
| ------ | --- |
| 1949年 | 中国人民银行湖南省分行干部培训班。                                                                     |
| 1951年 | “中国人民银行湖南省分行干部培训班”和“长沙私立涵德女子会计学校”以及“昭信学校”，合并为“湖南省银行学校”。 |
| 1956年 | “湖南省银行学校”划分为：“长沙银行中等专业学校”和“湖南银行干部学校”。                                   |
| 1957年 | “长沙银行中等专业学校”合并入“安徽合肥银行学校”。                                                       |
| 1963年 | 湖南省编制委员会再次恢复“湖南银行干校”。                                                               |
| 1969年 | “湖南银行干校”在文化大革命中被迫停办。                                                                 |
| 1978年 | 湖南省革命委员会再次恢复“湖南银行干校”，学校在1979年开学。                                             |
| 2000年 | 湖南省教育厅接受“湖南银行干校”，并且湖南省教育厅与湖南教育电视台合伙开办“湖南大众传媒职业技术学院”。   |
| 2002年 | 原长沙县教师进修学校并入                                                                               |
| 2004年 | 原湖南省广播电视学校整体并入湖南大众传媒职业技术学院                                                   |

## 学校院系
湖南大众传媒职业技术学院开设了9个教学系、32个专业。
- 教学系：主持与播音系、网络传媒系、影视艺术系、动画艺术系、应用美术系、电广传媒系、国际传播系、国际传播系、报刊传媒系、经济与管理系
- 思想政治课教学部
- 体育卫生课教学部
- 研究所：现代传播研究所、传媒职业与教育研究所、动漫游戏研究所、现代远程教育研究所、传媒管理研究所

## 学校文化
- 校训：明德博学、求是致远
- 教风：敬业、爱岗、爱生[4]
- 学风：勤奋、上进、守纪
- 工作作风：高效、廉洁、民主、务实[4]
- 期刊报纸：《湖南大众传媒职业技术学院学报》是该校官方刊物，创刊于2001年。

## 附属单位
湖南大众传媒职业技术学院的附属学校有2所：
- 星沙教师进修学校
- 星沙实验小学

## 学校建筑

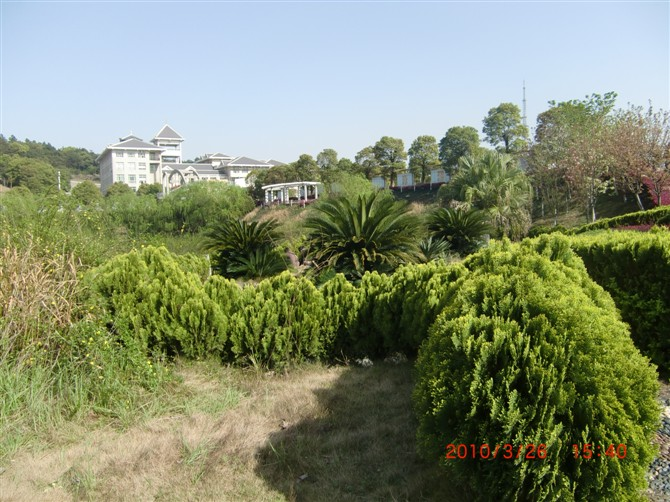
隐匿在树林中的教学楼。
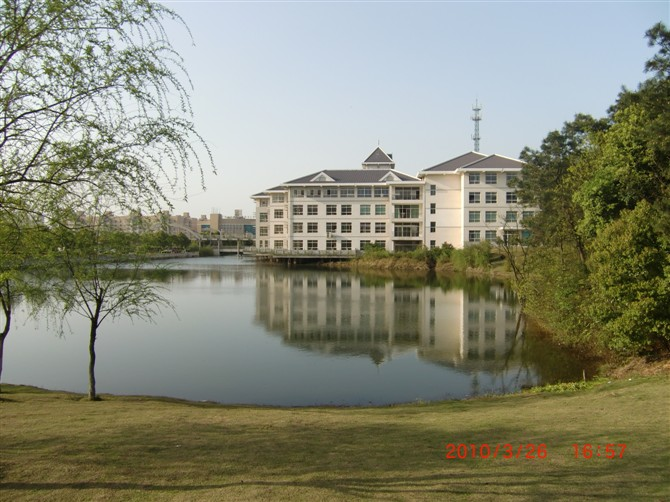
矗立在池塘边的教学楼。
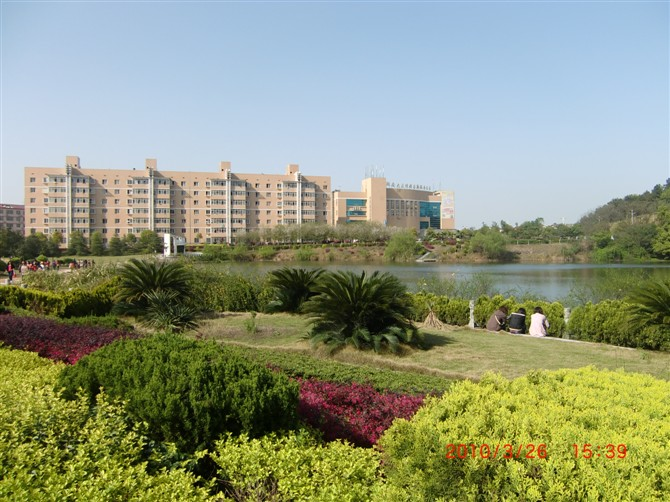
池塘边的教学楼。
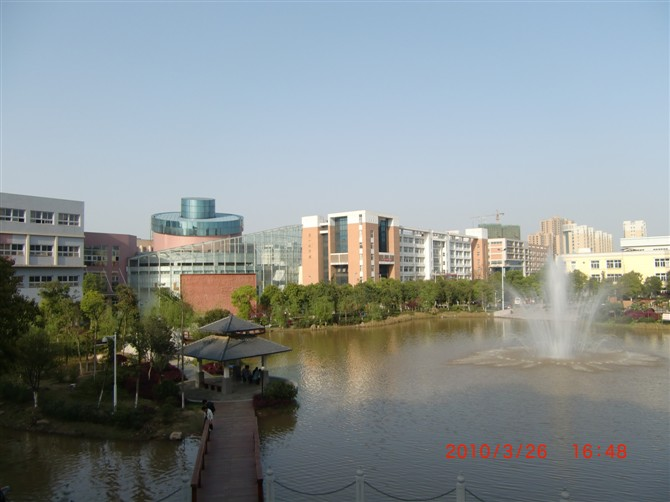
校园湖。
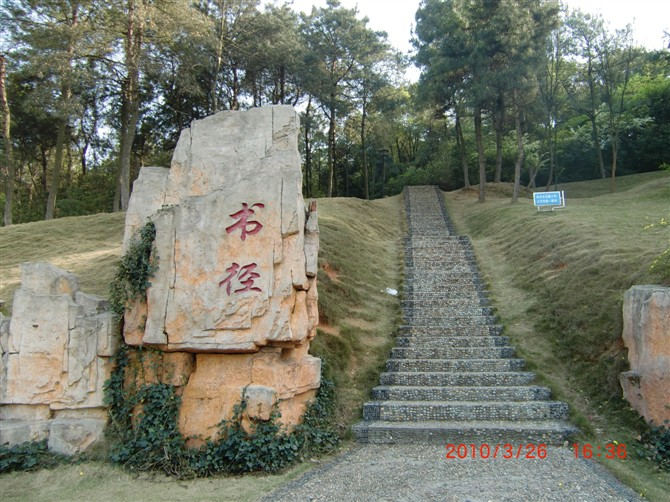
书径路。
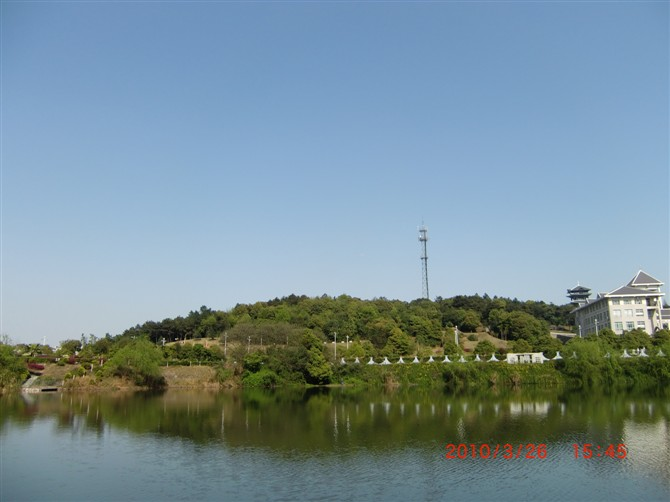
校园湖。
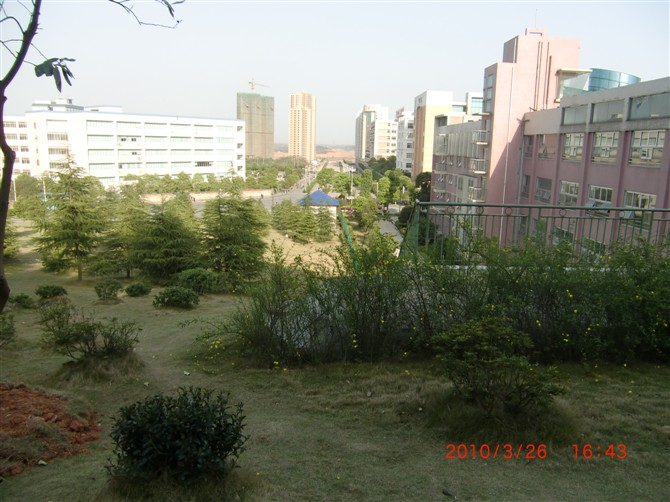
学校建筑群。

## 知名校友
| - 古晓靖 - 曹异（亚韩星姐冠军） - 李红（主持人） - 李驰（主持人） - 刘吉娴 - 陈涛 - 金晓琳（主持人） - 谢红（主持人） - 郑慧琳（主持人） - 杜海涛（主持人） - 陆虎（2007快乐男声，歌手） | - 李好（主持人） - 魏哲浩（主持人） - 王燕（主持人） - 汪涵（主持人） - 蒋红杰（主持人） - 许静（主持人） - 梁蓝（主持人） - 游一舟（主持人） - 仇晓（主持人） | - 黄锐（主持人） - 刘念（湖南省话剧团） - 仁炜（话剧演员） - 刘迪洋（话剧演员） - 邓海明（话剧演员） - 花洪广（话剧演员） - 瞿优远（《体坛周报》社长） |

## 荣誉
湖南省文明单位、湖南省职业教育先进单位、湖南省平安单位、湖南省五四红旗团委、湖南省园林式单位、长沙市综合治理先进单位